# Лігатура (нотація)

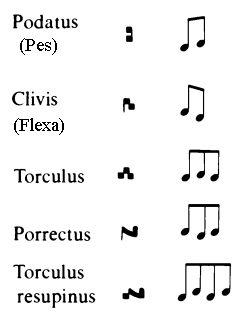
Деякі лігатури невминної нотації (передані в римській квадратній нотації) — двонотні (pes, clivis), трьохнотні (torculus, porrectus) і чотирьохнотна (torculus resupinus). Розшифровка (умовно восьмими) показує напрямок мелодійної лінії.

| трив-сть | proprietas / perfectio            | низ. | вис. |
| -------- | --------------------------------- | ---- | ---- |
| B–L      | cum proprietate cum perfectione   |      |      |
| L-L      | sine proprietate cum perfectione  |      |      |
| B-B      | cum proprietate sine perfectione  |      |      |
| L-B      | sine proprietate sine perfectione |      |      |
| Sb-Sb    | cum opposita proprietate          |      |      |

Лігату́ра (лат. ligatura — зв'язка, пучок; від лат. ligare — зв'язувати, з'єднувати) — в старовинних формах західноєвропейської музичної нотації (невминної, квадратної, мензуральній) графема, в якій кілька (від 2 до 5) простих «різновисотних» нотних знаків записувалися разом, як єдиний знак.
У модальній нотації крім звуковисотного рельєфу певна комбінація лігатур сигналізувала також певний ритм (і метр). Ритмічне значення лігатури, яке може інтерпретуватися в залежності від особливостей локальної або стильової традиції, становить головну складність в розшифровці багатоголосої музики XIII–XVI століть. Лігатури в системі мензуральної нотації — на основі все тих же «старих» графем квадратної нотації (pes, clivis і т.д., з додаванням штилів) — інтерпретувалися майже виключно як співвідношення лонги і бревісу за винятком бінарної лігатури cum opposita proprietate, яка трактувалася як пара семібревісів Тривалості менші, ніж семібревіс, в мензуральны лігатури не включалися.

## Інші значення
Лігатурою раніше називали сполучну лігу (заліговку, англ. tie). Нині це значення терміна «лігатура» застаріло.
У контрапункті має значення синкопірованість, коли один голос рухається нотами вдвічі більш дрібнішими, ніж інший (дві ноти проти однієї), і до того ж так, що кожна з цих дрібних нот на сильному часу пов'язана лігатурою з тією ж нотою на попередньому слабкому часі.

## Примітка
1. ↑  Багатозвучні невми з незлиттним написанням іменувалися кон'юнктурами.
2. ↑  Лигатура cum opposita proprietate вирізняється з-поміж інших лігатур невеликим, розташованим зліва від нотної групи штилем, який спрямований вгору (див. на ілюстрації в нижньому ряду таблиці).
3. 1 2  Риман Г. Музыкальный словарь. — М.: ДиректМедиа Паблишинг, 2008. Архів оригіналу за 5 жовтня 2018. Процитовано 23 червня 2018.